# Štefan Brenčič
Štefan Brenčič (14. července 1920 – 11. prosince 1998) byl slovenský a československý politik Komunistické strany Slovenska a poúnorový poslanec Národního shromáždění ČSR a Slovenské národní rady.

## Biografie
Po volbách roku 1954 byl zvolen do Národního shromáždění za KSS ve volebním obvodu Bratislava-okolí-Pezinok. Mandát nabyl až dodatečně v říjnu 1957 jako náhradník poté, co rezignoval poslanec Alexander Šmátrala. V parlamentu setrval až do konce funkčního období, tedy do voleb roku 1960. Ve volbách roku 1960 byl zvolen do Slovenské národní rady.
V letech 1953–1968 se uvádí jako člen Ústředního výboru Komunistické strany Slovenska. V letech 1967–1968 působil jako pověřenec pro kulturu a informace. Jednal tehdy o uvolnění podmínek pro činnost řeckokatolické církve na Slovensku, která byla v 50. letech potlačována v rámci státní podpory pravoslaví. Počátkem roku 1968 byl zvolen členem státoprávní komise Slovenské národní rady, která se zabývala změnou postavení slovenských orgánů. Po invazi vojsk Varšavské smlouvy do Československa ho Ústřední výbor Komunistické strany Československa evidoval jako exponenta pravice.